# Ryuta Koike
Ryuta Koike (小池 龍太, Koike Ryuta) est un footballeur japonais né le 29 août 1995 à Tokyo. Il évolue au poste de défenseur latéral droit.